# Новосибирская кинокопировальная фабрика
Новосибирская кинокопировальная фабрика — предприятие, основанное в 1942 году. Располагалась в Октябрьском районе Новосибирска на улице Добролюбова, 16. Закрылась в 2005 году.

## История
В 1924 году на ул. Добролюбова, 24 (сейчас ул. Добролюбова, 16) было выстроено здание «Рабочего клуба» завода «Труд».
В 1929 году в этом здании была создана Сибирская кинофабрика, которая в дальнейшем претерпела следующие изменения и реорганизации:
В 1930 году в Сибирскую кинофабрику «Союзтехфильм»,
В 1932 году в Сибирскую кинофабрику «Сибтехфильм», в которой в 1933 году создана кинолаборатория,
В 1934 году в Новосибирскую кинофабрику «Союзтехфильма» № 4,
В 1936 году в Новосибирскую киностудию «Техфильм»,
В 1937 году в киностудию «Сибтехфильм»,
В 1938 году создана Новосибирская студия кинохроники. 
Кинокопировальная фабрика была создана в 1942 году на базе эвакуированной в Новосибирск Московской кинокопировальной фабрики.
Во время Великой Отечественной войны фабрика занималась массовым выпуском чёрно-белых фильмов, первый сделанный в военное время тираж — кинокартина «Разгром немецко-фашистских войск под Москвой».
В 1951 году Новосибирскую кинокопировальную фабрику объединили с другим кинокопировальным предприятием, которое было образовано в 1948 году на базе Новосибирской киностудии учебных фильмов.
В 1971 году появился Музей трудовой славы.
Во второй половине 1950-х годов фабрика производила фильмокопии на плёнке «Орво», изготавливавшейся в ГДР.
В 1990-х годах предприятие осваивает обработку киноплёнок «Фуджи», «Кодак» и «Агфа».
В 2005 году фабрика была закрыта.
C 2005 года на территории фабрики действует деловой центр, в 2021 года проводилась реконструкция здания.
В 2022 году деловому центру было возвращено название "Кинокопировальная Фабрика".

## Руководители
- В. С. Спиченков (1941—1943)
- А. Е. Мельников (1943—1946)
- Н. Н. Животов (1946—1948)
- И. А. Петров (1948—1950)
- Н. И. Рыжиков (1950—1955)
- А. Е. Шулежко (1955)
- К. М. Алтабаев (1955—1966)
- Л. Н. Ездаков (1966—1986)
- В. Г. Голубь (1987—1995)
- Л. Ю. Решилов (1995—1998)
- И. Л. Решилова (1998—2005)[1]